# Ophiocten pallidum
Ophiocten pallidum är en ormstjärneart som beskrevs av George Richard Lyman 1878. Ophiocten pallidum ingår i släktet Ophiocten och familjen fransormstjärnor. Inga underarter finns listade i Catalogue of Life.